# Apiol
Apiol är en fenylpropen, även känd som persiljeapiol eller persiljekamfer. Dess kemiska namn är 1-allyl-2,5-dimetoxi-3,4-metylendioxibensen. Den finns i de eteriska oljorna av selleriblad och alla delar av persilja. Heinrich Christoph Link, apotekare i Leipzig, upptäckte ämnet 1715 som grönaktiga kristaller reducerade av ånga från olja av persilja.
År 1855 upptäckte Joret och Homolle att apiol var en effektiv behandling av amenorré eller brist på menstruation. Det användes förr även i olika kärleksdrycker. Hippokrates skrev om persilja som en ört för att orsaka abort.  Växter som innehåller apiol användes av kvinnor under medeltiden för att avsluta graviditeter. Nu när säkrare abortmetoder finns tillgängliga är apiol nästan bortglömd.

## Risker
Apiol är irriterande och i höga doser kan det orsaka lever- och njurskador. Fall av dödsfall på grund av abortförsök med apiol har rapporterats.
Användning av apiol var utbredd i USA, ofta som ergoapiol eller apergol, tills en mycket giftig förfalskad produkt innehållande apiol och tri-orto-cresylfosfat introducerades på den amerikanska marknaden. 1'-sulfoxy metabolitbildning för apiol (3,4-OMe-safrol) är ungefär 1/3 så aktiv som safrol. Ingen karcinogenicitet har upptäckts med persiljeapiol eller dillapiol hos möss.

## Andra föreningar med liknande namn
Namnet apiol används också för en närbesläktad förening som finns i dill och i fänkålsrötter, positionsisomeren dillapiol, (1-allyl-2,3-dimetoxi-4,5-metylendioxibensen). Exalatacin (1-allyl-2,6-dimetoxi-3,4-metylendioxibensen) är en annan positionell isomer av apiol, som finns i de australiensiska växterna Crowea exalata och Crowea angustifolia.